# Гергіцешть
Гергіцешть, Гергіцешті (рум. Gherghițești) — село у повіті Димбовіца в Румунії. Адміністративний центр комуни Кобія.
Село розташоване на відстані 71 км на північний захід від Бухареста, 17 км на південний захід від Тирговіште, 131 км на північний схід від Крайови, 98 км на південь від Брашова.

## Населення
За даними перепису населення 2002 року у селі проживала 431 особа, з них 430 осіб (99,8%) румунів. Рідною мовою 430 осіб (99,8%) назвали румунську.